# Talang Mamak
Les Talang Mamak sont une communauté coutumière d'Indonésie habitant le kabupaten d'Indragiri Hulu dans la province de Riau. Au nombre de 6 500 (en 2000), ils vivent dans les districts de Batang Gangsal, Cinaku, Kelayang et Rengat. Quelques-uns habitent le hameau de Semerantihan dans la province de Jambi.
Selon une tradition, les Talang Mamak viennent de la région de Pagaruyung dans la province de Sumatra.
Ils parlent un dialecte de la langue kerinci, proche du malais.

## Croyances et coutumes
La plupart des Talang Mamak sont animistes. Une partie est catholique et habite les villages de Siambul et Talang Lakat. Pour les Talang Mamak, la conversion à l'islam correspond à une perte d'identité car ils considèrent alors qu'ils deviennent Malais.
Les Talang Mamak ont conservé des traditions comme le port de cheveux longs et de turban et la consommation de bétel, ainsi que nombre de rituels exécutés pour une naissance, une circoncision, un mariage, une guérison, une mort, etc.
Chaque année, notamment lors des fêtes religieuses musulmanes, les Talang Mamak descendent la rivière pour se rendre à Rengat et rendre hommage à leur datuk ou prince, une tradition qui remonte à l'époque du royaume d'Indragiri.

## L'environnement
Les Talang Mamak considèrent que la terre et la forêt sont une partie inséparable de leur vie. Ils collectent les produits de la forêt. Ils pratiquent l'agriculture itinérante. Au XXe siècle, la chute de la demande pour les produits de la forêt les amène à se tourner vers de nouvelles cultures, comme le caoutchouc.
De nos jours, l'exploitation forestière s'est emparée de leur territoire. Des implantations de transmigrants se sont développées. Une bonne partie de la forêt a été convertie en plantations de palmiers à huile. Les Talang Mamak sont menacés de marginalisation.
En 1999 à Kota Kinabalu en Malaisie, le WWF a récompensé le chef du village de Tiga Balai pour sa lutte contre l'empiètement du territoire des Talang Mamak. En 2003 il a finalement également reçu un prix du président de la République indonésien.